# Dorcadion syriense
Dorcadion syriense är en skalbaggsart som beskrevs av Stefan von Breuning 1943. Dorcadion syriense ingår i släktet Dorcadion och familjen långhorningar. Inga underarter finns listade i Catalogue of Life.